# Eriocaulon rockianum
Eriocaulon rockianum är en gräsväxtart som beskrevs av Hand.-mazz. Eriocaulon rockianum ingår i släktet Eriocaulon och familjen Eriocaulaceae.

## Underarter
Arten delas in i följande underarter:
- E. r. latifolium
- E. r. rockianum